# ريتشارد بايك بيسل
ريتشارد بايك بيسل (بالإنجليزية: Richard Pike Bissell)‏ (27 يونيو 1913 - 4 مايو 1977)؛ روائي أمريكي. درس في جامعة هارفارد.

## روابط خارجية
- ريتشارد بايك بيسل على موقع IMDb (الإنجليزية)
- ريتشارد بايك بيسل على موقع الموسوعة البريطانية (الإنجليزية)
- ريتشارد بايك بيسل على موقع ميوزك برينز (الإنجليزية)
- ريتشارد بايك بيسل على موقع قاعدة بيانات برودواي على الإنترنت (الإنجليزية)
- ريتشارد بايك بيسل على موقع قاعدة بيانات برودواي على الإنترنت (الإنجليزية)
- ريتشارد بايك بيسل على موقع قاعدة بيانات الفيلم (الإنجليزية)